# Nationaler Swahilirat Tansania
Der Nationale Swahilirat Tansania (Swahili: Baraza la Kiswahili la Taifa [BAKITA], englisch: National Swahili Council Tanzania) ist das nationale Sprachinstitut für Swahili in Tansania. Seine Aufgabe ist, aktiv die Weiterentwicklung und Erhaltung der Sprache zu fördern, auch in Hinblick auf die Verwaltungsaufgaben des Staates und den Einsatz in allen Bereichen des öffentlichen Lebens. Er soll damit einen Beitrag zum Nation-Building Tansanias leisten, Swahili wird dabei als eines der gemeinsamen Elemente gesehen, die die ethnische Vielfalt und Gegensätzlichkeit des Landes überbrücken hilft.
Er befasst sich unter anderem mit der Herausgabe von Wortlisten, die Swahili-Worte für bestimmte Themengebiete zusammenfasst, und damit normierenden Einfluss auf die Sprache nimmt.